# Ebeczky Mátyás
Ináncsi Ebeczky Mátyás 16. századi költő.
Életéről csak annyit tudni, hogy 1586-ban kamarai titoknok volt. Két latin nyelven írt verse maradt fenn egy 1564-es kéziratban, Naeniae in mortem caesaris Ferdinandi (’Gyászénekek Ferdinánd császár halálára’) közös cím alatt. A kéziratot a budapesti Egyetemi Könyvtár őrzi.